# Record du Maroc de natation dames du 100 mètres 4 nages
Cet article présente l'évolution du record du Maroc de natation dames du 100 mètres 4 nages.

## Bassin de 25 mètres
| Temps         | Athlète       | Naissance | Âge | Club         | Compétition                            | Lieu       | Date             |
| ------------- | ------------- | --------- | --- | ------------ | -------------------------------------- | ---------- | ---------------- |
| 1 min 05 s 43 | Sara El Bekri | 1987      | 21  | RCA Natation | Championnats du monde de natation 2008 | Manchester | 10 avril 2008    |
| ----          |               |           |     |              |                                        |            |                  |
| 1 min 04 s 46 | Sara El Bekri | 1987      | 21  | RCA Natation |                                        |            | 5 décembre 2008  |
| 1 min 02 s 98 | Sara El Bekri | 1987      | 23  | RCA Natation | Championnats du monde (s)              | Dubaï      | 16 décembre 2010 |